# الأقدام السوداء
الأقدام السوداء (بالفرنسية: Pieds-Noirs) تسمية تطلق على المستوطنين الأوروبيين الذين سكنوا أو ولدوا في الجزائر إبان الاحتلال الفرنسي للجزائر (1830-1962) وفشل الدولة العثمانية في استردادها.

## تاريخ
أغلبيتهم تنحدر من أصول فرنسية أو إيطالية أو إسبانية أو مالطية وحتى من أوروبا الشرقية. 80% من الأوروبيين الذين قطنوا الجزائر بحسب إحصاء عام 1948 ولدوا فيها لأجيال متتالية. ونسبة 11% منهم فقط، أوروبية ولدت في فرنسا. أما النسبة المتبقية فهي لأوروبيين إسبان وإيطاليين وآخرين من دول أوروبية كسويسرا وألمانيا. وانتمى أغلبهم إلى الكنيسة الكاثوليكية مع وجود لأقلية بروتستانتية ويهودية سكنت ضواحي تلمسان وقسنطينة.
وهي وضع إداري أطلقته السلطات الفرنسية سنة 1962 على الأوروبيين الذين رفضوا البقاء في الجزائر غداة استقلالها في 5 يوليو 1962، وقدر عددهم بـ مليون نسمة مثلوا أكثر من 12% من سكان الجزائر آنذاك، وقد بدأوا بالمغادرة عند بداية الاستفتاء وقبل إعلان الاستقلال رسميا.[بحاجة لمصدر]
ومعروف عن جمعيات الحركي والأقدام السوداء رفضها المطلق لأي اعتذار عن الجرائم التي ارتكبتها فرنسا بالجزائر أو حتى الاعتراف بها كحل وسط. وبعد مرور أكثر من أربعين سنة من استقلال الجزائر تطالب بحق العودة، إلا أن القانون الجزائري يمنع دخول الحركى (جزائريون حاربوا الجزائريين إلى جانب فرنسا.

## أصل الكلمة

شعار تستخدمه جمعيات الأقدام السوداء في ما بعد استقلال الجزائر

تسمية الأقدام السوداء هي الترجمة الحرفية لمصطلح (بالفرنسية: Piéd-noir). لكن مصدرها ومعناها مختلفان حوله.
حسب القاموس الإنجليزي لأوكسفورد فمصطلح يعني: الأقدام السوداء هي نعت لكل أوروبي الأصل (خاصة الفرنسيون منهم) عاش في الجزائر أثناء فترة الحكم الفرنسي لها ورحل عنها عند استقلالها سنة 1962. ويتفق معه قاموس لوروبير الذي يضيف أن المصطلح ظهر حوالي سنة 1955. في حين أن قاموس لاروس لا يقصر الأمر على الجزائر بل كل شمال أفريقيا الخاضع للحكم الفرنسي (أي بإضافة المغرب وتونس). الأمر سبب جدالا كبيرا بين الأشخاص المعنيين ورفضه اليهود الذين غادروا الجزائر مع المحتل بدعوى أن أصولهم ليست أوروبية.
أما عن صفة الأقدام السوداء، فإحدى النظريات ترجع الأمر إلى سواد الأحذية التي كان يرتديها الجنود الفرنسيون بالمقارنة مع أقدام الجزائريين الحفاة أصحاب الأرض. في حين أن نظرية أخرى ترجع ذلك إلى وسخ ملابسهم أو عصرهم لعناقيد العنب بالأرجل لإنتاج النبيذ.

## استيطان الجزائر
كان الاستيطان على مرحلتين، مرحلة العهد العسكري (1830 ـ 1870) والاستيطان في العهد المدني (في الشمال أساسا) (1870 ـ 1900) الذي أحضر مستوطنين أقل برجوازية. وتحت مظلة «أن الأراضي غير الأوروبية تُعد مناطق خالية من الحضارة، فهي ملائمة للاستعمار»، تحول حُفاة وقطاع طرق وعاطلون في فرنسا وأوروبا من «خدم» إلى أسياد استولوا على أراضي غيرهم وحَقروا أهاليها.

## الأقدام السوداء أثناء حرب الجزائر 1954-1962
قامت التنظيمات الإرهابية التابعة لبعض المدنيين الأوروبيين مثل «اليد الحمراء» و«منظمة الجيش السري»OAS)) يوم وقف إطلاق النار في مارس 1962 بسلسة من الجرائم البشعة في حق المدنيين الجزائريين، وتضاعفت وتيرة القتل والحرق المتعمد للمؤسسات. حقد وعنصرية عمياء أتت، حتى على حرق مكتبة جامعة الجزائر.

## خروجهم من الجزائر
كررت جبهة التحرير الوطني الجزائرية (1954 ـ 1962) كررت نداءاتها لهم مشيرة إلى أن الحاجة ستكون ماسة «إلى كافة أبناء الجزائر مهما اختلفت أصولهم ودياناتهم لإعادة الإعمار»، وأن الدولة المستقلة ستضمن «بواقعية وعدالة مستقبلهم» في كنفها.
كما دعى فرحات عباس رئيس الحكومة المؤقتة (1958 ـ 1961) الأوروبيين الجزائريين قائلاٌ: «إن الجزائر إرث للجميع، فمنذ أجيال عديدة وأنتم تقولون أنكم جزائريون! لا أحد يعارض هكذا ميزة، لكن الجزائر لما أصبحت بلدا لكم، لم تكف أن تكون لنا. افهموا هذا، وتقبلوا أنه لا يوجد وطن آخر ممكن لنا».
كما اقتُرح عليهم إما الحفاظ على جنسيتهم (الفرنسية الجزائرية)، أو قبول حق المواطنة الجزائرية كاملة شرط أن يتساووا في الحقوق والواجبات مع غيرهم من الجزائريين. هذا الشرط وُضع بناء على خلفية «قانون الأهالي»، الذي طبقه المستعمر في تعامله مع «العرب الأندجين» جاعلا من أي أوروبي مواطنا «فوق العادة». من ثم، ارتبط بقاؤهم بمدى قدرتهم على تجاوز مثل هذه الحالة النفسية، فضلا عن أمور أخرى تتعلق بأملاكهم.
وفي حديث صحفي، أكد رضا مالك أحد المشاركين في اتفاقيات إيفيان (التي جمعت بين الجزائريين والفرنسيين وأفضت إلى استقلال الجزائر) أن هاته الاتفاقيات قد ضمنت حقوق من يرغب في البقاء من الأوروبيين في الجزائر. كما رفض أن «أن تكون الجزائر قد ارتكبت أية تجاوزات سياسية أو جنائية بحق الأوروبيين».
بدأ نزوح الجاليات الأوروبيّة من الأقدام السوداء بمجرد أن أصبح واضحًا أن الجزائر سوف تصبح مستقلة. وفي العاصمة الجزائر، أفيد أنه بحلول مايو 1961 أن معنويات الأقدام السوداء قد إنخفضت " بسبب أعمال العنف والمزاعم أنّ مجتمع الأقدام السوداء والرعايا الفرنسيين بأكمله مسؤول عن "الإرهاب والتعذيب والعنصرية الإستعمارية، واستمرار العنف بشكل عام". وبسبب هذه العوامل، كما وتسببت مذبحة وهران عام 1962، والإستفتاء على الاستقلال بداية نزوح الأقدام السوداء بشكل جدي.
بلغ عدد الأقدام السوداء الذين فروا من الجزائر أكثر من 800,000 بين عامي 1962 و1964. نزح العديد من الأقدام السوداء فقط بحقائب. ومما زاد من الارتباك، أمر ديغول أمرت الحكومة القوات البحرية الفرنسية بعدم المساعدة في نقل المواطنين الفرنسيين. وبحلول سبتمبر عام 1962، كانت مدن مثل وهران، وعنابة، وسيدي بلعباس نصف فارغة. توقفت الحياة في المدينة والإدارة، والشرطة، والمدارس، والعدالة، والأنشطة التجارية. عقب الاستقلال إختار 200,000 من الأقدام السوداء البقاء، ولكن تدريجيًا تركوا البلاد خلال العقد التالي. قبل سنوات 1980 بقي بضعة آلاف فقط من الأقدام السوداء الجزائر.

## الجالية
يحتلون في فرنسا مناصب عليا، وأحرزوا نجاحات كبيرة على الصعيد الاقتصادي والثقافي والسياسي، بحيث اندمجوا في المجتمع الفرنسي وانقلبوا إلى «لوبي قوي» يتحسب له في كل موعد انتخابي.
حيث أنشأت جماعات اليمين المتطرف في فرنسا ما سمته «الاتحاد من أجل الدفاع عن حقوق الفرنسيين المطرودين من الجزائر ومن بلدان أخرى». ورفع نحو الف من «الاقدام السوداء» دعوى للحصول على تعويضات  استناداً إلى قانون فرنسي مؤرخ في 15 يوليو 1970 ينص على أن ما قدمته الحكومة الفرنسية لهم من أموال هو مجرد «استباق» على الحساب لما يحق لهم.

## التعويضات
عوضت الحكومة الفرنسية من فقدوا أملاكهم على دفعتين: عندما غادر معظمهم البلاد يوم استقلال الجزائر عام 1962، ثم عند صدور مرسوم تأميم الأراضي الزراعية في 20 مارس 1963، بخاصة «المهجورة» منها. صدرت لاحقا 3 قوانين لتعويضهم في عهد الرؤساء جورج بومبيدو (1970), فاليري جيسكار ديستان (1974) وفرنسوا ميتيران (1987).
أصدر الرئيس أحمد بن بلة في 1 أكتوبر 1963 مرسوما خاصا بتأميم آخر ممتلكات المستعمرين.
حاول بعض الأقدام السوداء الحصول على تعويضات من الحكومة الجزائرية. لكن السلطات الجزائرية رفضت ذلك بدعوى أن الجزائر لم تطردهم وأن رحيلهم كان طوعيا. كما أن لجوءهم للجنة الأممية لحقوق الإنسان جاء سلبيا لقبول اللجنة بردود الحكومة الجزائرية.

## الوضعية في فرنسا

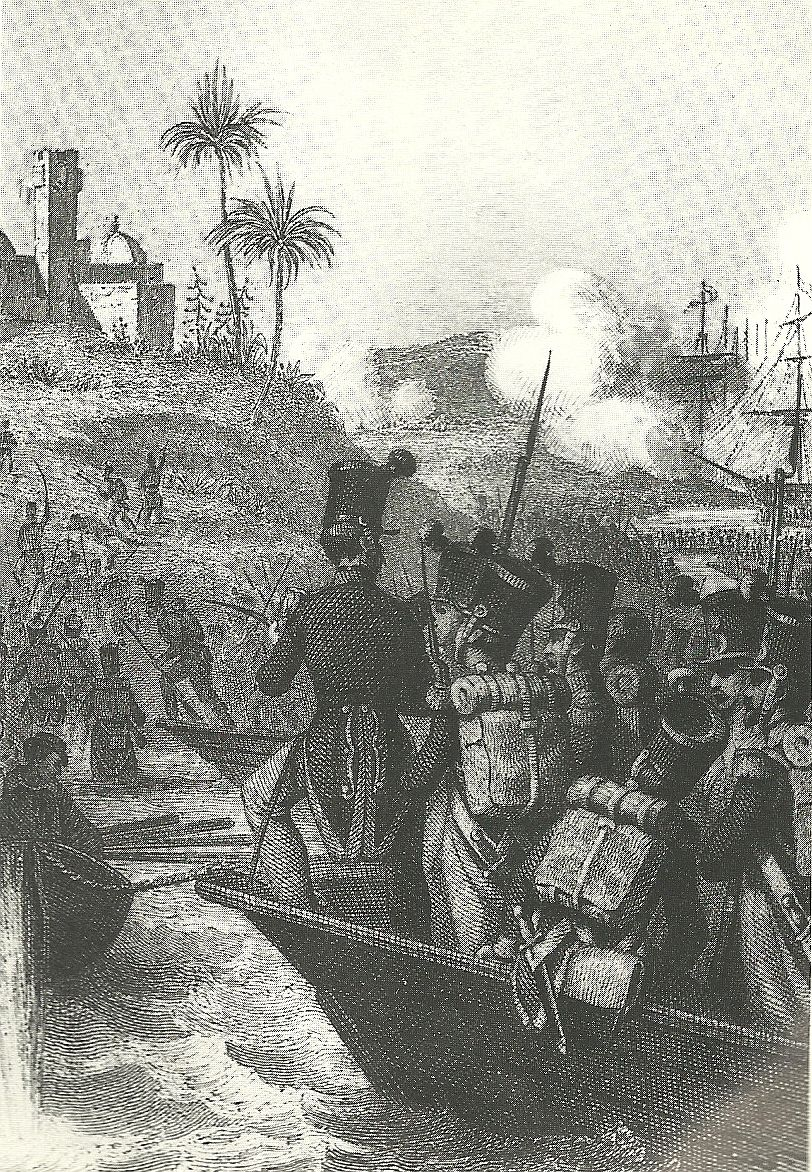
عملية إنزال الأوروبيين في سيدي فرج سنة 1830

في فرنسا حالياً نحو مليون ممن ينعتون بلقب «الاقدام السوداء»، نصفهم تقريباً يعيش في المقاطعات الفرنسية الجنوبية على شواطئ المتوسط، النقطة الأقرب إلى ما زالوا يعتبرونه موطنهم الأصلي.
يشكل «الأقدام السوداء» قوة ضغط لا يُستهان بها في فرنسا. وهم متغلغلون في كافة جوانب الحياة السياسية والاقتصادية والاعلامية والفنية. ذكرنا اسم الصناعي بابالاردو، ولكن هناك أسماء أكثر شهرة كالمغني انريكو ماسياسي (وريث عائلة موسيقية في عاصمة الشرق الجزائري مدينة قسنطينة)، أو السينمائي روجيه حنين (عديل الرئيس السابق فرانسوا ميتران)، وعدد لا بأس به من الفكاهيين والكتّاب والممثلين... وبينهم نسبة كبيرة من اليهود، مما يعطي لدورهم وتأثيرهم طابعاً خاصاً.
وقد استطاعوا تحقيق لعبة الجذب السياسي ومقايضة أصواتهم الانتخابية كلما حلت مناسبة سياسية ولم تعد مسألة الأقدام السوداء بفرنسا تتعلق بمسألة التعويضات المالية فقط بل بنظرة للتاريخ من زاوية المنظور الإيجابي.
وتكونت جمعية شباب الأقدام السوداء التي ركزت نشاطها على الدفاع عن قانون 23 فبراير وتدافع على مبدأ تعويض المستوطنين العائدين من الجزائر.
ظل اليسار الفرنسي، وبالضبط فرنسوا ميتيران من أشد المدافعين عن الأقدام السوداء، وقد التزم بإعادة إدماجهم وإعلان العفو الشامل عن قدماء منظمة الجيش السري الإرهابية· بما في ذلك الجنرالات الذين شاركوا في انقلاب أبريل 1961 ضد الجنرال ديغول· بالإضافة إلى كل الإداريين المطرودين من الوظيفة الحكومية بين 1961 و1963 بتهمة الانخراط في المنظمة السرية·

## مشاهير الأقدام السوداء

### الرياضة
لويس أكارياس (ملاكمة)- وليام عياش (كرة القدم)- الفرنسي حليمي (ملاكمة).

### الصحافة والاعلام
بول عمار- آلان عياش (- إيفلين بايلت) جورج بورتوليجان - بييار الكباش جان كلود ايبارلي (الرئيس المدير العام السابق للقناة الثانية 2 A) - دانيال جانكا (CF J) ويليام ليمارجي (القناة الثانية بول ناحون (A2)- جاك باولي (أوروبا1)
- السياسة والوظيفة العمومية:

### الوزراء
روني لونوار (وزير سابق) - كريستيان نوسي (وزير سابق) آلان سافاري (وزير سابق).

### البرلمانيون
في علوش (سيناتور عن الحزب الاشتراكي)- في كابالان سيناتور) جان شارل كاقايي (نائب عن التجمع من أجل الجمهورية)- بيار ديكاف (نائب عن الجبهة الوطنية)- فريدي ديشو-بوم (نائب عن الحزب الاشتراكي)- ميشال حنون (نائب عن التجمع من أجل الجمهورية)- جوزيف خليفة (نائب عن التحاد الديمقراطي الفرنسي)- مارك لورويل (نائب عن التجمع من أجل الجمهورية)- جوليت نوقو (نائب عن الحزب الاشتراكي)- بيار باسكيني (نائب عن التجمع من أجل الجمهورية)- بول بيرنان (نائب عن التجمع الديمقراطي الفرنسي)- ألبير بيرون (نائب عن الجبهة الوطنية.

### دواوين وادارات
جاك غوتييه دولا فيريير (دبلوماسي)- رفاييل هداس لوبال (مجلس الدولة)- شارل مالو (دبلوماسي)
- الأعمال:- ميشال اكسال - الآن أفللو - جان شارل بن شتريت- روبير قاشي- برنار كريف- هنري مونود- إيتيان مولان.

### الأطباء
بول أي جوزي أبولكر- جان بيار بن حمو- كلود مولينا- راؤول توبيانا.

### فنون وآداب
هنري أتلان- ماري كاردينال- آندري شوراكي-جان دانيال- جاك ديريدا- لويس قاردال- روبير مارل- جان بيليقري- إيمانويل روبلس- جول روا- دانيال سانتمون - ألبرت كامو.

### مخرجون ومنتجون سينمائيون
الكسندر أركادي- روجيه بنمو- بيار كاردينال-أبدار إسكار- مارسال كارسنتي- فيليكس مرواني- سارج مواتي.

### الممثلون
فرانسواز آرنول- جان بيار بكري- في بيدوس- جان بن قيقي- جوليان برتو- جان كلود بريالي- روبير كاستال-آني فراتيليني- روجيه حنين- مارلين جوبير- جان نقروني- لوسيت صهوكيت - مارت فيلا لونجا.

### مغنون
اونريكو ما سياس- في ماردال- مارسيال سولان.